# Zgornji Razbor
Zgornji Razbor je naselje v Mestni občini Slovenj Gradec.